# 13. Kanadisches Kabinett
Das 13. Kanadische Kabinett (engl. 13th Canadian Ministry, franz. 13e conseil des ministres du Canada) regierte Kanada vom 29. Juni 1926 bis zum 25. September 1926. Dieses von Premierminister Arthur Meighen angeführte Kabinett bestand aus Mitgliedern der Konservativen Partei. Meighen hatte auch das 11. Kabinett angeführt. Sämtliche Minister waren nur geschäftsführend, da Meighen im Zuge der King-Byng-Affäre sich nie das Vertrauen der Mehrheit der Unterhauses sichern konnte und jeder durch ihn ernannte Minister gemäß damals geltendem Recht automatisch zu einer Wiederwahl hätte antreten müssen.

## Minister
| Amt                                                                  | Name | Zeitraum                                                                                           |
| -------------------------------------------------------------------- | --- | -------------------------------------------------------------------------------------------------- |
| Premierminister                                                      | Arthur Meighen                                                                                                  | 29. Juni 1926 – 25. September 1926                                                                 |
| Außenminister                                                        | Arthur Meighen                                                                                                  | 29. Juni 1926 – 25. September 1926                                                                 |
| Innenminister und General-Superintendent für Indianerangelegenheiten | Henry Herbert Stevens Richard Bedford Bennett                                                                   | 29. Juni 1926 – 12. Juli 1926 13. Juli 1926 – 25. September 1926                                   |
| Justizminister und Attorney General                                  | Hugh Guthrie Ésioff-Léon Patenaude                                                                              | 29. Juni 1926 – 12. Juli 1926 13. Juli 1926 – 25. September 1926                                   |
| Verteidigungsminister                                                | Hugh Guthrie | 29. Juni 1926 – 25. September 1926                                                                 |
| Finanzminister und Schatzmeister                                     | Henry Lumley Drayton Richard Bedford Bennett                                                                    | 29. Juni 1926 – 12. Juli 1926 13. Juli 1926 – 25. September 1926                                   |
| Minister für Zölle und Verbrauchssteuern                             | Henry Herbert Stevens                                                                                           | 29. Juni 1926 – 25. September 1926                                                                 |
| Seefahrt- und Fischereiminister                                      | William Anderson Black Ésioff-Léon Patenaude                                                                    | 29. Juni 1926 – 12. Juli 1926 13. Juli 1926 – 25. September 1926                                   |
| Minister für Eisenbahnen und Kanäle                                  | Henry Lumley Drayton William Anderson Black                                                                     | 29. Juni 1926 – 12. Juli 1926 13. Juli 1926 – 25. September 1926                                   |
| Arbeitsminister                                                      | Robert James Manion George Burpee Jones                                                                         | 29. Juni 1926 – 12. Juli 1926 13. Juli 1926 – 25. September 1926                                   |
| Landwirtschaftsminister                                              | Henry Herbert Stevens Simon Fraser Tolmie                                                                       | 29. Juni 1926 – 12. Juli 1926 13. Juli 1926 – 25. September 1926                                   |
| Handels- und Gewerbeminister                                         | Henry Herbert Stevens James Dew Chaplin                                                                         | 29. Juni 1926 – 12. Juli 1926 13. Juli 1926 – 25. September 1926                                   |
| Bergbauminister                                                      | Henry Herbert Stevens Richard Bedford Bennett                                                                   | 29. Juni 1926 – 12. Juli 1926 13. Juli 1926 – 25. September 1926                                   |
| Postminister                                                         | Robert James Manion                                                                                             | 29. Juni 1926 – 25. September 1926                                                                 |
| Minister für staatliche Bauvorhaben                                  | George Halsey Perley Edmond Baird Ryckman                                                                       | 29. Juni 1926 – 12. Juli 1926 13. Juli 1926 – 25. September 1926                                   |
| Einwanderungs- und Kolonisierungsminister                            | Robert James Manion Henry Lumley Drayton                                                                        | 29. Juni 1926 – 12. Juli 1926 13. Juli 1926 – 25. September 1926                                   |
| Minister für zivile Wiedereingliederung von Soldaten                 | Robert James Manion Raymond Ducharme Morand Eugène Paquet                                                       | 29. Juni 1926 – 12. Juli 1926 13. Juli 1926 – 22. August 1926 23. August 1926 – 25. September 1926 |
| Staatssekretär für Kanada und Regierungskanzlist                     | George Halsey Perley                                                                                            | 29. Juni 1926 – 25. September 1926                                                                 |
| Präsident des Kronrates                                              | Arthur Meighen                                                                                                  | 29. Juni 1926 – 25. September 1926                                                                 |
| Solicitor General                                                    | vakant Guillaume-André Fauteux                                                                                  | 29. Juni 1926 – 22. August 1926 23. August 1926 – 25. September 1926                               |
| Minister ohne Geschäftsbereich                                       | Richard Bedford Bennett Henry Lumley Drayton Raymond Ducharme Morand John Alexander Macdonald Donald Sutherland | 7. Juli 1926 – 12. Juli 1926 13. Juli 1926 – 25. September 1926 13. Juli 1926 – 25. September 1926 |